# Puchar Ameryki Południowej w narciarstwie dowolnym 2017
Puchar Ameryki Południowej w narciarstwie dowolnym 2017 rozpoczął się 11 sierpnia 2017 w La Parva. Puchar zakończył się 18 września 2017 w argentyńskim Cerro Catedral.
Puchar Ameryki Południowej został rozegrany w 2 krajach i 2 miastach.

## Konkurencje
- SX = skicross
- BA = Big Air
- SS = Slopestyle

## Kalendarz i wyniki SAC

### Mężczyźni
| Lp | Data             | Miejscowość    | Konkurencja | 1. miejsce     | 2. miejsce      | 3. miejsce                  |
| -- | ---------------- | -------------- | ----------- | -------------- | --------------- | --------------------------- |
| 1. | 11 sierpnia 2017 | La Parva       | SS          | Alexander Hall | Benjamin Garces | Nathan Miceli               |
| 2. | 12 sierpnia 2017 | La Parva       | SS          | Nathan Miceli  | Francisco Salas | Joseph Lauer                |
| 3. | 25 sierpnia 2017 | La Parva       | SX          | Odwołano       | Odwołano        | Odwołano                    |
| 4. | 26 sierpnia 2017 | La Parva       | SX          | Odwołano       | Odwołano        | Odwołano                    |
| 5. | 17 września 2017 | Cerro Catedral | BA          | Nahuel Medrano | Ivan Kuray      | Jaime Eduardo López Garrido |
| 6. | 18 września 2017 | Cerro Catedral | BA          | Ivan Kuray     | Mateo Bonacalza | Jaime Eduardo López Garrido |

### Kobiety
| Lp | Data             | Miejscowość    | Konkurencja | 1. miejsce        | 2. miejsce        | 3. miejsce       |
| -- | ---------------- | -------------- | ----------- | ----------------- | ----------------- | ---------------- |
| 1. | 11 sierpnia 2017 | La Parva       | SS          | Melanie Kraizel   | Dominique Ohaco   | Valentina Garces |
| 2. | 12 sierpnia 2017 | La Parva       | SS          | Dominique Ohaco   | Melanie Kraizel   | Valentina Garces |
| 3. | 25 sierpnia 2017 | La Parva       | SX          | Odwołano          | Odwołano          | Odwołano         |
| 4. | 26 sierpnia 2017 | La Parva       | SX          | Odwołano          | Odwołano          | Odwołano         |
| 5. | 17 września 2017 | Cerro Catedral | BA          | Josefina Vitiello | María Cabanillas  | –                |
| 6. | 18 września 2017 | Cerro Catedral | BA          | María Cabanillas  | Josefina Vitiello | –                |

## Klasyfikacje

### Mężczyźni
| Lp. | Zawodnik                    | Punkty |
| --- | --------------------------- | ------ |
| 1.  | Ivan Kuray                  | 36     |
| 2.  | Nathan Miceli               | 32     |
| 3.  | Nahuel Medrano              | 27.20  |
| 4.  | Alexander Hall              | 25.80  |
| 5.  | Benjamin Garces             | 25     |
| 6.  | Mateo Bonacalza             | 24     |
| 6.  | Jaime Eduardo López Garrido | 24     |
| 6.  | Francisco Salas             | 24     |
| 9.  | Joseph Lauer                | 19.20  |
| 10. | Federico Wenceslao Rimmele  | 18     |

| Lp. | Zawodnik                 | Punkty |
| --- | ------------------------ | ------ |
| 1.  | Nathan Miceli            | 160    |
| 2.  | Alexander Hall           | 129    |
| 3.  | Benjamin Garces          | 125    |
| 4.  | Francisco Salas          | 120    |
| 5.  | Nahuel Medrano           | 100    |
| 6.  | Joseph Lauer             | 96     |
| 7.  | Mateo Bonacalza          | 71     |
| 8.  | Rodrigo Guzmán Cimorelli | 66     |
| 9.  | Raimundo Maturana        | 65     |
| 10. | José Manuel Bravo Moral  | 64     |

| Lp. | Zawodnik                    | Punkty |
| --- | --------------------------- | ------ |
| 1.  | Ivan Kuray                  | 180    |
| 2.  | Nahuel Medrano              | 136    |
| 3.  | Mateo Bonacalza             | 120    |
| 3.  | Jaime Eduardo López Garrido | 120    |
| 5.  | Federico Wenceslao Rimmele  | 90     |
| 6.  | Luis Pedro Gómez Grieco     | 86     |
| 7.  | Rodrigo Guzmán Cimorelli    | 82     |
| 8.  | Pedro de la Canal           | 40     |

### Kobiety
| Lp. | Zawodnik            | Punkty |
| --- | ------------------- | ------ |
| 1.  | María Cabanillas    | 36     |
| 1.  | Melanie Kraizel     | 36     |
| 1.  | Dominique Ohaco     | 36     |
| 1.  | Josefina Vitiello   | 36     |
| 5.  | Valentina Garces    | 24     |
| 6.  | Alejandra Rodríguez | 20     |
| 7.  | Ignacia Castellano  | 18     |

| Lp. | Zawodnik            | Punkty |
| --- | ------------------- | ------ |
| 1.  | Melanie Kraizel     | 180    |
| 1.  | Dominique Ohaco     | 180    |
| 3.  | Valentina Garces    | 120    |
| 4.  | Alejandra Rodríguez | 100    |
| 5.  | Ignacia Castellano  | 90     |

| Lp. | Zawodnik          | Punkty |
| --- | ----------------- | ------ |
| 1.  | María Cabanillas  | 180    |
| 1.  | Josefina Vitiello | 180    |